# Temnější odstíny Švédska
Temnější odstíny Švédska (švédsky Jag som lever och du som dod, Stirr har tyckle ha nom) je antologie švédských již
dříve vydaných i dosud nepublikovaných krimi povídek 20 autorů, které vybral, uspořádal a úvod napsal John-Henri Holmberg.
Český překlad Azity Haidarové vyšel poprvé v roce 2014
(v nakladatelství Host). V angličtině antologie vyšla minimálně pod dvěma mírně odlišnými názvy: A Darker Shade: 17 Swedish stories of murder, mystery & suspense
(London: Head of Zeus, 2014) a A Darker Shade of Sweden: original stories by Sweden's greatest crime writers (New York: Grove Press, 2014).,

## Literární studie
Na začátku knihy je Úvod, ve skutečnosti rozsáhlá (více než dvacetistránková) literární studie podrobně mapující celou historii
detektivního a kriminálního žánru ve Švédsku, kterou napsal editor celé knihy, John-Henri Holmberg.
Tato studie začíná již rokem 1893 a pokračuje přes autory publikující před a po druhé světové válce až po současnou švédskou literaturu.

## Přehled povídek
Kniha obsahuje 17 povídek celkem 20 autorů (tři povídky mají dva autory). Jde o autory velmi známé (např. Stieg Larsson, Henning Mankell
a Håkan Nesser nebo autorská dvojice Maj Sjöwallová a Per Wahlöö), méně známé i autory, kteří zatím do češtiny nemají přeloženo žádné dílo.
Jde o povídky již vydané i povídky, které jsou publikované poprvé. U každé povídky je také medailónek autora.
Antologie Temnější odstíny Švédska je první sbírkou švédské krimi, která vyšla v anglickém překladu. Některé příběhy napsali autoři přímo pro tuto knihu,
jiné už dříve vyšly ve švédštině. Mezi autory je i dlouholetá partnerka Stiega Larssona Eva Gabrielssonová. Spisovatelka Inger Frimanssonová byla za
svou povídku Tehdy v domě temném nominována na cenu britské Asociace krimi autorů CWA Short Story Dagger, udělovanou za detektivní povídku vydanou poprvé
ve Velké Británii v angličtině. Nápad vydat tuto antologii vznikl takto: „Když Holmberg zjistil, že Stieg Larsson napsal povídku, která ještě nebyla
nikde publikována, v jeho hlavě se zrodil nápad na vytvoření sbírky původních příběhů od nejvýznamnějších švédských autorů krimi.“
- Tove Alsterdalová: Shledání (2013)
- Rolf a Cilla Börjlindovi: Měl rád své vlasy (2014)
- Äke Edvardson: Opravdový život (2005)
- Inger Frimanssonová: Tehdy v domě temném (2005)
- Eva Gabrielssonová: Paulovo poslední léto (2014)
- Anna Janssonová: Prsten (2003)
- Åsa Larssonová: Poštovní zásilka (2014)
- Stieg Larsson: Supermozek (1972). Raná sci-fi povídka dnes slavného autora, kterému tehdy bylo 17 let.
- Henning Mankell a Håkan Nesser: Nepravděpodobné setkání (1999)
- Magnus Monteliuss: Alibi pro seňora Banegase (2011)
- Dag Öhrlund: Něco v jeho očích (2014)
- Malin Perssonová Giolito: Střež mě jako oko v hlavě (2014)
- Maj Sjöwallová a Per Wahlöö: Multimilionář (1970). Povídka vydaná téměř čtyřicet let po smrti Per Wahlöo.
- Sara Stridsbergová: Deník Evy Braunové (2008)
- Johan Theorin: Pomsta panny (2008)
- Veronica von Schencková: Maitréja (2014)
- Katarina Wennstamová: Pozdní pokání (2007)

## Recenze
České recenze antologie byly vesměs příznivé. „Stejně zajímavý jako soubor krátkých detektivních příběhů je však i úvodní historický exkurz do dějin
švédské kriminální literatury od Johna-Henriho Holmberga. ... Holmberg začíná se svým ponorem do dějin dokonce rokem 1893, kdy vyšel špatný a právem
zapomenutý román Stockholmský detektiv, a popisuje jak brakovou drsnou školu plnou krve, tak salonní romány, v nichž detektivové řeší vraždy
pouhou dedukcí.“
„O tom, že severská krimi je dnes v kurzu, není pochyb. Jedním z důkazů je i povídkový výběr Temnější odstíny Švédska, který vyšel v nakladatelství
Host. Uspořádal jej publicista a autor teoretických knih o literatuře John-Henri Holmberg... Antologie pochopitelně láká na prvním místě na Stiega Larssona...
kterou dnes proslulý autor kdysi napsal jako sedmnáctiletý... Přes jistou těžkopádnost ve slohu... určitě naznačuje talent budoucího spisovatele. Podobně
archivní povídka kdysi slavné dvojice Maj Sjöwallová – Per Wahlöö je spíše veselým příběhem o tom, jak si královsky žít bez groše v kapse, než detektivkou.
Opravdové vrcholy knihy je tedy třeba hledat jinde – a každý typ čtenáře si tu nejspíš najde něco svého. Sbírka je totiž skutečně velice pestrá a jednotlivé
povídky se svým laděním i vyzněním velice liší. Jistý jednotící prvek bychom mohli vidět v tom, že jen málokdy se jedná o tradiční vyprávění,
ve kterém detektiv či kriminalista pátrá po vrahovi, který je v závěru odhalen. ... Kniha jako taková je ovšem výborným počtením, které kromě napínavých
zážitků prozradí čtenářům i leccos ze švédského života a historie.“